# FAMAS
Automatická útočná puška FAMAS (Fusil d'Assaut de la Manufacture d'Armes de St-Etienne) tvoří standardní pěchotní výzbroj francouzské armády. Nazývána je rovněž podle svého neobvyklého tvaru „Le Clairon“ (polnice). Byla to první sériově vyráběná zbraň koncepce „bullpup“, což je systém umožňující umístěním zásobníku za spoušťové ústrojí zmenšit celkovou délku zbraně. Továrna Saint-Étienne, kde se vyrábí, je součástí komplexu GIAT Industries.

## Historie a výroba
Tato zbraň byla zkonstruována na přelomu šedesátých a sedmdesátých let 20. století. Prvních 10 kusů bylo vyrobeno státní zbrojovkou roku 1971. Do výzbroje byla zařazena roku 1975 po dva roky trvajících intenzivních armádních zkouškách a nahrazovala dosluhující samonabíjecí pušku MAS 49 a samopal MAT 49. V letech 1977–1982 probíhala sériová výroba v počtu 148 000 kusů.
9. 6. 2017 byla zbraň u první jednotky pozemní armády nahrazena německou HK 416F. Následně probíhá náhrada u všech jednotek Armée de Terre.

## Konstrukce

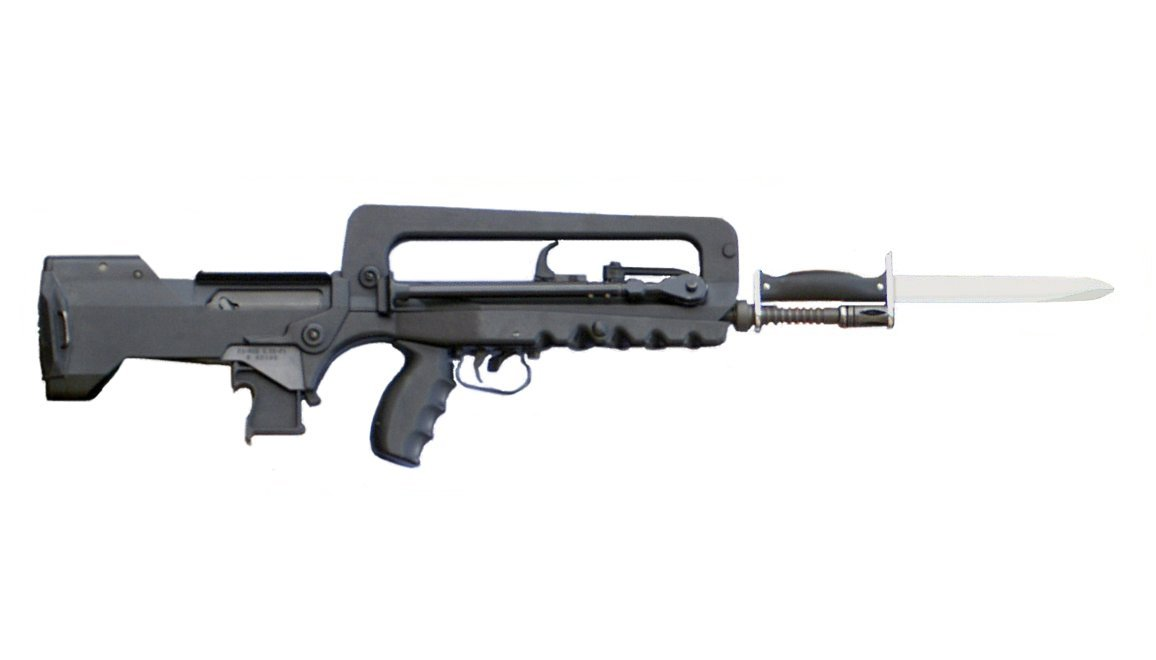
FAMAS F1 s bajonetem

FAMAS je útočná puška typu bullpup, využívá principu zpětného rázu s polouzamčeným závěrem. Otevírání závěru je brzděno zdánlivým zvětšením hmoty závěru (tzv. dvoudílný závěr) pomocí dvojzvratné páky. Nábojová komora je rýhovaná pro spolehlivější vytahování nábojnic (častější u starších kulometů než u moderních útočných pušek, bylo nejspíše přihlédnuto k vysoké kadenci zbraně), proto jsou na vystřelených nábojnicích vidět rýhy způsobené těmito drážkami. Zásobník, který je shodný a zaměnitelný se zásobníkem útočné pušky M16, je umístěn až za rukojetí, což je pro technologii bull-pup typické. Neobvykle dlouhá rukojeť sloužící k přenosu zbraně skrývá všechna mířidla, která jsou tak chráněna před nešetrným zacházením. Muška je pevná sloupková, hledí dioptrické, výškově regulovatelné. Účinnou mířenou palbu lze vést na vzdálenost do 300 m. Konstrukce dovoluje nepatrnou úpravou změnit zbraň pro praváka na zbraň pro střelce střílejícího levou rukou a naopak.
Přepínač režimu střelby umožňuje střílet jednotlivými ranami, dávkami po třech ranách nebo dlouhými dávkami. Zbraň může být vybavena dozadu sklopnou dvojnožkou a krátkým nožovým bodákem uchycovaným nad hlavní. Stejně jako puška MAS 49 má zabudovaný nástavec pro střelbu puškovými granáty, který funguje také jako tlumič výšlehu a úsťová brzda. Protitankovými granáty je možné zasáhnout cíl asi do 80 m, protipěchotními až do 120 m. Dostřel granátů je regulován změnou jejich počáteční rychlosti závisející na hloubce nasazení granátu na úsťové zařízení. Pro vystřelování granátů má puška speciální zásobník na 5 výmetných nábojů bez střel.
Původní verze F1 byla mírně odlišná – měla menší lučík spouště (pouze pro ukazováček, později pro celou dlaň) a také měla jinou šachtu zásobníku, která neumožňovala použití zásobníků z útočných pušek M16 (u verzí F1 byly používány 25ranné rovné zásobníky). Novější verze G2 se začala vyrábět v roce 1994 a měla výše uvedené vylepšení včetně drobných zásahů do mechanizmu zbraně.

## Použití
Útočná puška FAMAS byla poprvé bojově použita v Libanonu a Čadu v osmdesátých letech. Používala se rovněž ve válce v Perském zálivu a v Bosně.